# Tiv (popolo)
I Tiv (o Tiiv) sono un gruppo etnico di ceppo bantu che vive principalmente in Nigeria, negli stati di Benue, Taraba, Nassarawa, Plateau, Cross River, Adamawa, Kaduna e nel territorio federale di Abuja, e in misura minore in Camerun. Parlano una lingua bantoide chiamata anch'essa tiv.

## Storia
Secondo le loro stesse tradizioni orali, i Tiv sarebbero originari dell'Africa sudorientale. Si ipotizza che abbiano lasciato i loro affini Bantu e abbiano vagato attraverso l'Africa meridionale, centro-meridionale e centro-occidentale, prima di tornare nelle terre della savana sudanese occidentale attraverso il fiume Congo e l'altopiano del Camerun,  e si siano stabiliti nella regione di confine tra il Camerun e la Nigeria all'inizio del 1500 d.C., che era originariamente la culla del popolo Bantu. Alcuni si spostarono verso sud attraverso l'altopiano di Obudu, verso l'attuale stato di Cross River, mentre la maggior parte si diresse verso la valle del Benue, nell'attuale Nigeria centrale. Queste dispersioni ebbero luogo tra l'inizio del 1500 d.C. e il 1600 d.C.
Il popolo Tiv era un popolo libero senza un re, e ogni clan o famiglia era amministrato dall'uomo più anziano, chiamato "Orya". Grazie alla loro indole pacifica e alla natura della loro struttura sociale, senza un governo centrale né un re, non rappresentarono una minaccia per gli altri popoli vicini, fino all'arrivo degli europei. Il primo contatto con gli europei avvenne nel XVIII secolo, e la loro struttura priva di governo centrale fu uno svantaggio, perché i colonizzatori britannici solevano amministrare i popoli indigeni affidandosi ai poteri locali già consolidati, secondo la politica del governo indiretto, il che spinse i Tiv a chiedere a gran voce di installare un re negli anni 1940. I britannici, nel tentativo di amministrare meglio la zona, posero i Tiv sotto il governo del vicino popolo dei Jukun, fatto che generò una tensione tra i due popoli che esplose dopo l'indipendenza della Nigeria nel 1960, con diversi scontri etnici verificatisi a più riprese tra la fine del XX e l'inizio del XXI secolo.

## Cultura e società

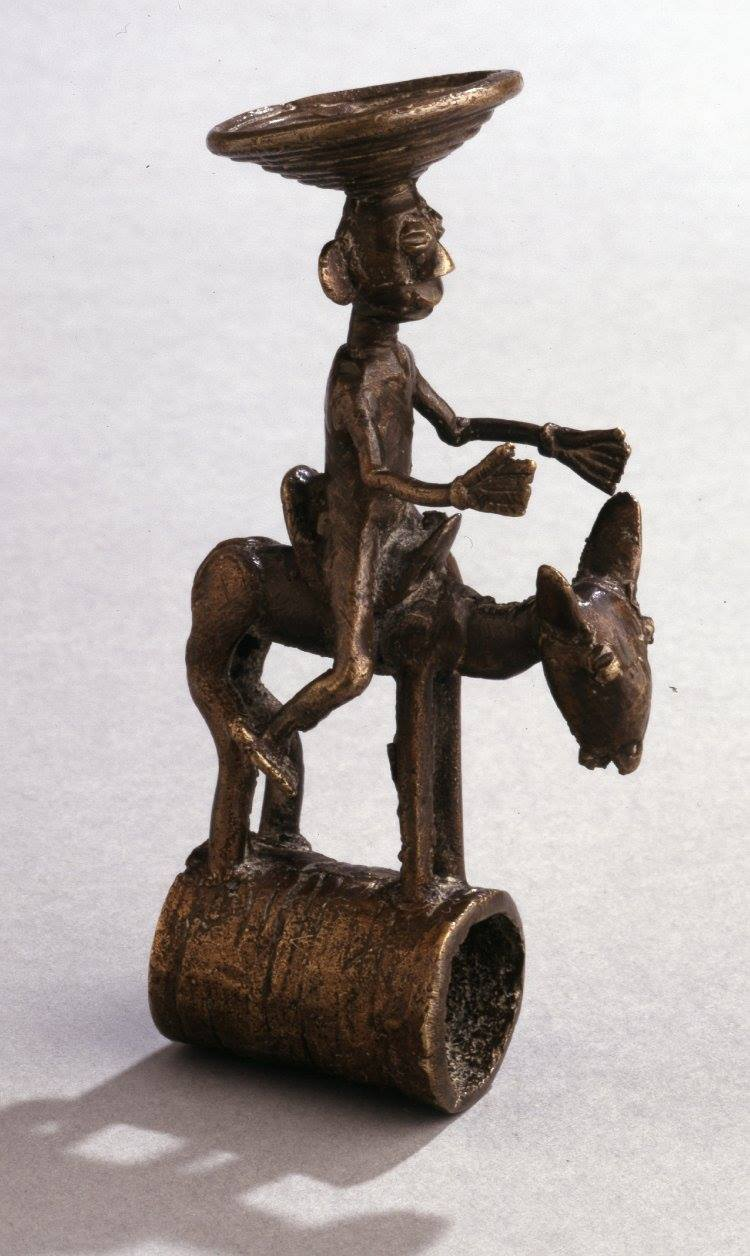
Porta tabacco da fiuto in bronzo Tiv, circa 1932.

I Tiv hanno un senso altamente sviluppato della genealogia, con il lignaggio che è riconosciuto attraverso la discendenza patrilineare. L'ascendenza viene fatta risalire a un mitico antenato chiamato Tiv, che aveva due figli, Ichongo e Ipusu; di conseguenza tutti i Tiv si considerano membri di uno dei due gruppi Ichongo (ovvero circoncisi) o Ipusu (non circoncisi). Ichongo e Ipusu sono divisi in diversi rami principali, che a loro volta sono divisi in rami più piccoli. Il nucleo sociale più piccolo, o lignaggio minimo, è l'"ipaven". I membri di un ipaven tendono a vivere insieme, e la comunità locale basata sulla parentela viene chiamata "tar". Questa forma di organizzazione sociale, chiamata società segmentaria, è osservata in varie parti del mondo, ma è particolarmente nota nelle società africane. Nell'Africa orientale, l'esempio più noto è quello dei Nuer.
La pratica della circoncisione, comune con gli altri popoli bantu si è evoluta nel tempo. Oggi viene eseguita pochi giorni dopo il parto negli ospedali, ma tra il XVIII e il XX secolo, i Tiv circoncidevano i figli maschi quando diventavano adolescenti. Un piccone (ityogh) era lo strumento tradizionale, sostituito dal rasoio (atsem) nel XX secolo. All'epoca della convivenza con il popolo dei Fulani (XIX secolo), i Tiv adottarono da questi ultimi la pratica della scarificazione del corpo, a scopi rituali e distintivi.
L'abito tradizionale è l'"anger" a strisce bianche e nere, che richiama il manto della zebra. Quando i Tiv arrivarono nella loro terra attuale, scoprirono che la zebra, che tradizionalmente cacciavano per procurarsi carne e pelliccia, non era endemica della zona. Quando acquisirono l'abilità del telaio, decisero di onorare la loro eredità tessendo un tessuto a strisce bianche e nere, che ricordava gli abiti tradizionali fatti con pelliccia di zebra. Inizialmente si trattava di un semplice panno da drappeggiare attorno al busto,  ma oggi vengono confezionati abiti più elaborati, come quelli indossati dagli anziani nei raduni ufficiali, a cui vengono spesso abbinate lunghe collane degli stessi colori.